# Uehlfeld
Uehlfeld är en köping (Markt) i Landkreis Neustadt an der Aisch-Bad Windsheim i Regierungsbezirk Mittelfranken i förbundslandet Bayern i Tyskland.
Köpingen ingår i kommunalförbundet Uehlfeld tillsammans med köpingen Dachsbach och kommunen Gerhardshofen.